# Liste der ecuadorianischen Botschafter in China
In der Liste der ecuadorianischen Botschafter in China sind die Botschafter Ecuadors seit der Aufnahme diplomatischer Beziehungen der Regierungen in Peking und Quito 1980 aufgeführt. Die Vertreter der ecuadorianischen Regierung bei der Regierung in Taipeh, (Republik China (Taiwan)) sind im Schwesterprojekt in Hochchinesisch aufgeführt.
| Ernennung Akkreditierung | Botschafter                   | Bemerkungen                                                               | ernannt von         | akkreditiert bei der Regierung | Posten verlassen |
| ------------------------ | ----------------------------- | ------------------------------------------------------------------------- | ------------------- | ------------------------------ | ---------------- |
| 2. Jan. 1980             |                               | Die Regierungen in Quito und Peking nahmen diplomatische Beziehungen auf. | Jaime Roldós        | Zhao Ziyang                    |                  |
| 1981                     | Gonzalo Paredes Crespo        | [ 1 ]                                                                     | Osvaldo Hurtado     | Zhao Ziyang                    | 1983             |
| 1984                     | Juan Manuel Aguirre Vásconez  | (1932–1994)                                                               | León Febres Cordero | Zhao Ziyang                    | 1986             |
| 3. März 1989             | Rodrigo Váldez Baquero        | 1996 war er Botschafter in Santiago de Chile.                             | Rodrigo Borja       | Li Peng                        | 1991             |
| 1992                     | César Enrique Román González  | [ 3 ]                                                                     | Abdalá Bucaram      | Li Peng                        | 1996             |
| 1996                     | Fernando Córdova Bossano      | Von 1988 bis 1992 war er Botschafter in Bogotá.                           | Abdalá Bucaram      | Li Peng                        | 2002             |
| 2002                     | José Rafael Serrano Herrera   | Von 2004 bis 2006 war er Botschafter in Buenos Aires.                     | Gustavo Noboa       | Zhu Rongji                     | 2003             |
| 2007                     | Rodrigo Yebes                 |                                                                           | Wen Jiabao          | Rafael Correa                  |                  |
| 2010                     | Leonardo Arizaga Vega         | [ 5 ]                                                                     | Wen Jiabao          | Rafael Correa                  | 17. Dez. 2012    |
| 17. Dez. 2012            | José María Borja López        | [ 6 ]                                                                     | Wen Jiabao          | Rafael Correa                  |                  |
| 6. März 2018             | Carlos Humberto Larrea Dávila | [ 7 ]                                                                     | Lenín Moreno        | Li Keqiang                     |                  |